# Monoblepharomycota
Division
Les Monoblepharomycota sont une division de champignons Chytridiomycètes.

## Liste des classes
Sous-division des Monoblepharomycotina :
- Monoblepharidomycetes J. H. Schaffn., 1909
- Hyaloraphidiomycetes Doweld, 2001
- Sanchytriomycetes Tedersoo & al., 2018